# Goldbachia verrucosa
Goldbachia verrucosa är en korsblommig växtart som beskrevs av Vladimir Leontjevitj Komarov. Goldbachia verrucosa ingår i släktet Goldbachia och familjen korsblommiga växter. Inga underarter finns listade i Catalogue of Life.